# Seth Ward (évêque de Salisbury)
Seth Ward, né en 1617  à Aspenden, dans le Hertfordshire, et mort le 6 janvier 1689 dans Knightsbridge, à Londres, est un mathématicien et astronome anglais et un évêque anglican.

## Biographie

### Années de formation
Éduqué au Sidney Sussex College à Cambridge, Ward devient Bachelor of Arts en 1636 et Master of Arts en 1640. Il est alors nommé fellow de ce collège et en 1643, il enseigne les mathématiques à l’université. Mais sa carrière est étroitement liée aux événements de la Première Révolution anglaise. Il perd sa qualité de fellow un an plus tard parce que, comme Isaac Barrow, John Barwick (en) ou Peter Gunning, il n’accepte pas de soutenir la Solemn League and Covenant, un accord passé entre les Têtes rondes et les Covenantaires écossais contre le roi Charles Ier d’Angleterre et qui inclut, en échange d’une aide militaire, une promesse de réforme de l’Église d’Angleterre selon les vues des Écossais. Pendant quelques années, Ward est hébergé par différents amis ou mécènes, à Londres, à Aspenden, et d'autres lieux.

### Activités scientifiques
En 1649, il accepte finalement de prêter serment et obtient alors la chaire savilienne d'astronomie à l’université d’Oxford, en remplacement de son ami John Greaves, perçu comme trop lié à la cause royaliste.
À Oxford, Ward est le premier à enseigner la théorie de Copernic et gagne une grande renommée grâce à ses travaux sur le mouvement des corps célestes. Il rejoint le cercle réuni par John Wilkins à Wadham College qui souhaite promouvoir « une manière libre de raisonner» et se livre à toutes sortes d'expériences scientifiques ; y participent, outre Ward et Wilkins, John Wallis, Christopher Wren, Robert Boyle, et d'autres. Ce cercle est à l'origine de la Royal Society, dont Ward devient membre dès sa fondation.
En astronomie, Ward publie un livre sur les comètes et précise l'énoncé d'une des lois de Képler. Il participe à plusieurs controverses, en particulier celle qui l'oppose sur la cosmologie à Ismaël Boulliau.
Il s'oppose aussi, avec Wilkins, à John Webster, qui avait critiqué l'enseignement scientifique proposé dans les collèges comme trop lié à la religion et peu ouvert aux innovations. Tout en défendant les cours donnés et l'importance d'une éducation rationnelle, y compris pour les hommes d'Église, Ward répond à Webster sur plusieurs autres points. Par exemple, Webster souhaite que la grammaire s'intéresse au nouveau langage algébrique qui se répand au xviie siècle, ainsi qu'aux signes graphiques comme les hiéroglyphes. Ward, comme Wallis, insiste sur les différences entre langage et dessins et rétorque à Webster que le symbolisme algébrique, ayant pour objectif d'éliminer les mots du langage naturel, ne pouvait relever de la grammaire.
En 1657, Ward est élu principal de Jesus College à Oxford, mais n'est pas confirmé par Cromwell dans cette position. Deux ans plus tard, il est nommé président de Trinity College, mais cède cette place à l'ancien président au moment de la Restauration.

### L'homme d'Église
Seth Ward avait obtenu en 1654 un doctorat en théologie à Oxford. Avec le retour de Charles II, il s'engage dans une carrière d'homme d'Église ; on l'apprécie particulièrement pour ses qualités d'administrateur. Il devient doyen de la cathédrale d’Exeter en 1661, le roi lui attribuant la même année les bénéfices de St. Lawrence Jewry à Londres, et de Uplowman dans le Devonshire. Un an plus tard, il est recteur de Saint Breock, en Cornouailles, et consacré évêque d’Exeter. Il est  transféré en 1667 au siège de Salisbury. À partir de 1671, il est aussi chancelier de l’ordre de la Jarretière.
Ward combat vigoureusement dans ces diocèses les non conformistes, c'est-à-dire ceux qui ne suivaient pas la doctrine anglican. Suivant le Conventicle Act de 1664, il interdit strictement par exemple les « conventicles », c'est-à-dire les rassemblements religieux (non familiaux) dissidents.
Il agit par ailleurs comme mécène, soutenant des bourses à Christ's College (Cambridge) et finançant des hospices « Seth Ward » à Salisbury. Il dépense aussi des sommes considérables pour la restauration de la cathédrale d'Exeter, et à Salisbury, encourage les travaux pour rendre l'Avon navigable jusqu'à la ville et, en 1669,  mobilise Wren pour rénover la cathédrale.
Seth Ward meurt en 1689 et est enterré dans la cathédrale de Salisbury.

## Œuvres
- (en) A Philosophicall Essay towards an eviction of the being and attributes of God, 1652
- (la) In Ismaelis Bullialdi astronomiae philolaicae fundamenta inquisitio brevis [Courte recherche sur les fondements de l'astronomie philolaïque d'Ismaël Boulliau], Oxford, 1653 (lire en ligne)
- (avec John Wilkins) (la) Vindiciae academiarum, 1654
- (la) In Thomae Hobbii philosophiam exercitatio epistolica, 1656 (lire en ligne)Lettre à John Wilkins sur la philosophie de Thomas Hobbes. Ouvrage dédié à Henry Pierrepont, premier marquis de Dorchester.
- (la) Astronomia geometrica, Londres, 1656

### Archives
- Archives, site nationalarchives.gov.uk